# Gerhard Wagner
Pour les articles homonymes, voir Gerhard Wagner (amiral) et Wagner.
 (mars 2020).
Si vous disposez d'ouvrages ou d'articles de référence ou si vous connaissez des sites web de qualité traitant du thème abordé ici, merci de compléter l'article en donnant les références utiles à sa vérifiabilité et en les liant à la section « Notes et références ».
Gerhard Wagner (Neu-Heiduk, 18 août 1888 – Munich, 25 mars 1939) était un médecin nazi qui occupa de hautes fonctions sous le Troisième Reich, dont celle de Reichsärzteführer, et qui participa à l'élaboration des lois de Nuremberg.

## Biographie
Fils d'un médecin professeur de chirurgie, Wagner effectuait ses études en médecine à Munich. Au cours de la Première Guerre mondiale, il sert comme médecin et est décoré de la croix de fer de première classe.
À partir de 1919, Wagner exerce comme médecin à Munich ; entre 1921 et 1923, il est membre des corps francs von Epp and Oberland. De par ses origines silésiennes, il devient l'un des dirigeants des associations de la communauté allemande de Haute-Silésie (Deutschtumsverbände Oberschlesiens). Il rejoint le parti nazi en mai 1929.
Wagner est l'un des fondateurs de la fédération des médecins nationaux-socialistes allemands dont il devient le dirigeant en 1932 ; à partir de 1933 il est membre du Landtag (parlement régional) du Palatinat. En 1934, il est nommé dirigeant des médecins du Reich et de la commission pour la santé nationale : il en dirige le bureau principal à partir de 1936. En décembre 1935, il est nommé dirigeant de la chambre des médecins du Reich (Reichsärtzekammer) et Reichsärzteführer. En 1937, il est promu Obergruppenführer au sein de la SA, dont il est membre depuis 1929
Il participe, en septembre 1936, aux discussions sur la rédaction des lois de Nuremberg et joue un rôle important dans la politique nazie de stérilisation forcée et d'« euthanasie ».
Wagner meurt d'un cancer à 50 ans. Leonardo Conti lui succède comme Reichsärzteführer.